# 24-й армейский корпус (Российская империя)
24-й армейский корпус — общевойсковое соединение (армейский корпус) Русской императорской армии. Образован 7 июня 1910 года.

## Состав
До начала войны входил в Казанский военный округ. Состав на 18.07.1914:
- 48-я пехотная дивизия
  - 1-я бригада
    - 189-й пехотный Измаильский полк
    - 190-й пехотный Очаковский полк

  - 2-я бригада
    - 191-й пехотный Ларго-Кагульский полк
    - 192-й пехотный Рымникский полк

  - 48-я артиллерийская бригада
- 49-я пехотная дивизия
  - 1-я бригада
    - 193-й пехотный Свияжский полк
    - 194-й пехотный Троицко-Сергиевский полк

  - 2-я бригада
    - 195-й пехотный Оровайский полк
    - 196-й пехотный Инсарский полк

  - 49-я артиллерийская бригада
- 24-й мортирно-артиллерийский дивизион
- 24-й сапёрный батальон

11 февраля 1918 года приказано расформировать штаб корпуса, все его управления и входящие в него части.

## Командование корпуса
Командующий в дореволюционной терминологии означал временно исполняющего обязанности начальника или командира.

### Командиры
- 07.06.1910 — 20.01.1913 — генерал-лейтенант (с 06.12.1910 генерал от инфантерии) Гернгросс, Александр Алексеевич
- 29.01.1913 — 02.01.1914 — генерал-лейтенант (с 14.04.1913 генерал от инфантерии) Берхман, Георгий Эдуардович
- 02.01.1914 — 04.10.1916 — генерал-лейтенант (с 06.04.1914 генерал от кавалерии) Цуриков, Афанасий Андреевич
- 12.10.1916 — хх.08.1917 — генерал-лейтенант Некрасов, Константин Герасимович
- 09.09.1917 — 30.09.1917 — командующий генерал-майор Бредов, Николай Эмильевич
- 30.09.1917 — 21.01.1918 — командующий генерал-майор Троянов, Вячеслав Платонович
- 18.02.1918 — 02.03.1918 — полковник Озерский, Михаил Иванович

### Начальники штаба
- 14.07.1910 — 30.09.1914 — генерал-майор Трегубов, Евгений Эммануилович
- 30.09.1914 — 01.04.1915 — генерал-майор Баиов, Алексей Константинович
- 19.04.1915 — 11.03.1917 — генерал-майор Вейль, Владимир Сигизмундович
- 17.12.1916 — 24.01.1917 — вр. и.д. полковник Григорьев, Георгий Владимирович
- 11.03.1917 — 07.04.1917 — генерал-майор Кузнецов, Сергей Алексеевич
- 20.04.1917 — хх.хх.1917 — генерал-майор Владимиров, Владимир Григорьевич
- 18.01.1918 — 08.02.1918 — и.о. полковник Пронин, Иван Александрович
- хх.01.1918 — хх.02.1918 — полковник Озерский, Михаил Иванович

### Начальники артиллерии корпуса
В 1910 году должность начальника артиллерии корпуса была заменена должностью инспектора артиллерии. Должность начальника / инспектора артиллерии корпуса соответствовала чину генерал-лейтенант. Лица, назначаемые на эту должность в чине генерал-майора, являлись исправляющими должность и утверждались в ней одновременно с производством в генерал-лейтенанты.
- 10.03.1912 — 22.03.1917 — генерал-майор (с 31.05.1913 генерал-лейтенант) Волковицкий, Илья Ильдефонсович
- 22.03.1917 — 29.05.1917 — генерал-майор барон Майдель, Игнатий Николаевич
- 31.05.1917 — генерал-майор Белькович, Николай Николаевич

Участие в Первой мировой войне
В июне 1915 г. корпус сражался во Втором Томашовском сражении и Таневском сражении. 
Корпус - участник Красноставского и Люблин-Холмского сражений в июле и наступления под Барановичами в октябре 1915 г.